# 约翰·欧文·多明尼斯
约翰·欧文亲王（英语：John Owen, Prince Consort of the Hawaiʻi），通称约翰·欧文·多明尼斯（John Owen Dominis）。在1891年担任夏威夷王国的王夫，也是利留卡拉尼女王的丈夫， 约翰·多米尼斯和玛丽·多米尼斯之子。居利留卡拉妮女王之词，约翰为一位忠诚的共济会会员。

## 家庭
1862年9月16日，约翰与莉迪亚·卡马卡埃哈·帕基结婚，没有任何子嗣。
约翰与利留卡拉尼的仆人玛丽·珀迪·拉米基·艾莫库育有一名子嗣。
- 约翰·艾莫库·多米尼斯（英语：John_ʻAimoku_Dominis）（1883-1917），后来女王接受了亲王的不忠，并收养其为子嗣。

## 纹章
- 约翰·欧文·多明尼斯的皇家纹饰。